# Weiße Kreuze

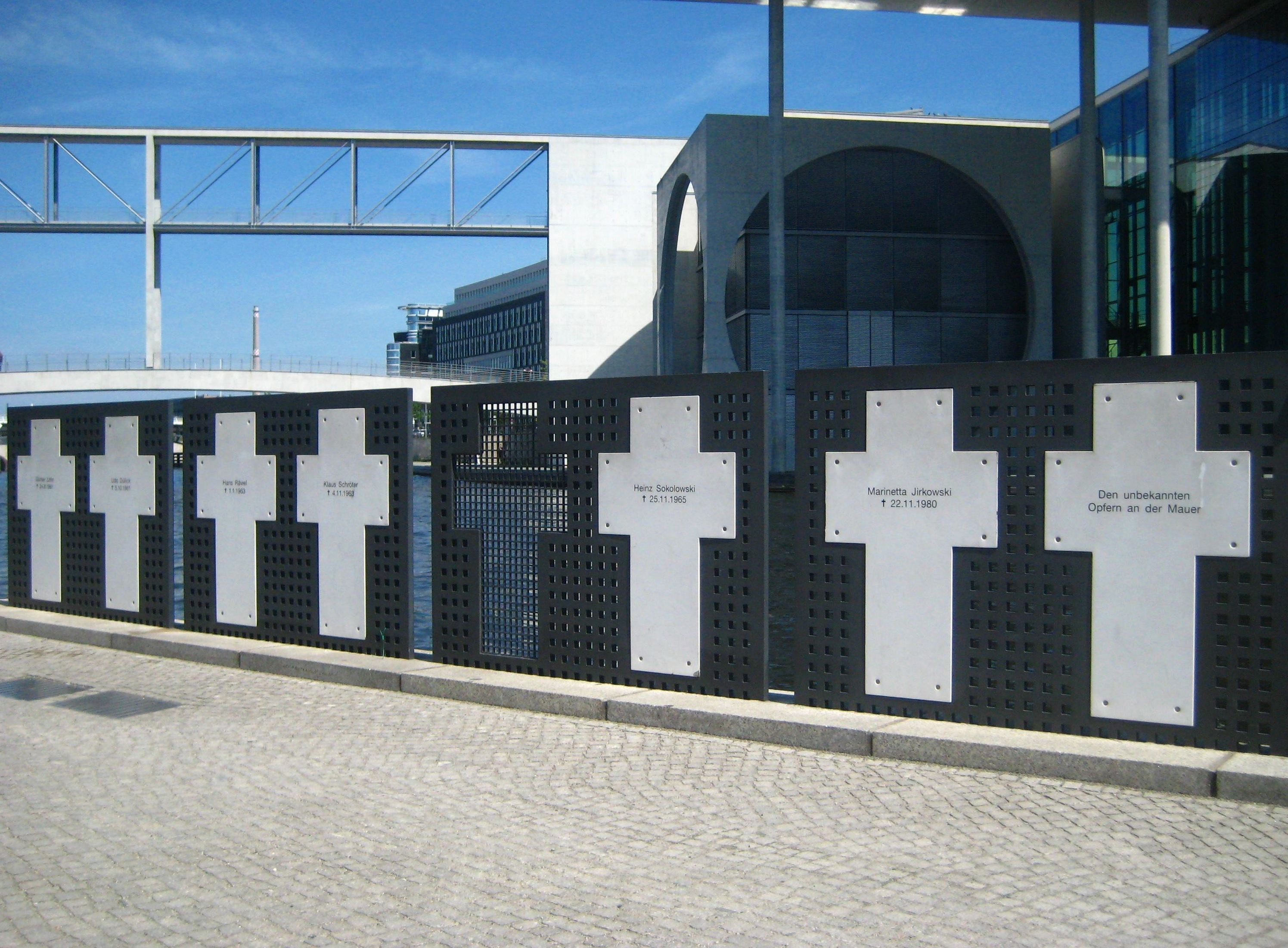

Le monument Weiße Kreuze (Croix blanches) rappelle depuis 1971 les morts du Mur de Berlin à côté du Palais du Reichstag à Berlin. Après la réunification allemande, le monument doit déménager à cause du chantier de construction. La nouvelle position sera au sud du Reichstag. Au 50e anniversaire des Émeutes de 1953 en Allemagne de l'Est, cela devenait au bord de la Spree rouverte. Wolfgang Thierse faisait un discours pour l'ouverture.
Sur la face et le derrière des sept croix se trouvent les treize noms des réfugiés morts. Une croix est consacrée aux victimes inconnues.